# دینا وسپولی
دِینا وسپولی (انگلیسی: Dana Vespoli؛ زاده ۲۲ سپتامبر ۱۹۷۲) بازیگر پورنوگرافی اهل ایالات متحده آمریکا است.